# 袁尚
袁 尚（えん しょう、? - 建安12年9月（207年））は、中国後漢時代末期の武将。字は顕甫。豫州汝南郡汝陽県（現在の河南省周口市商水県）の人。父は袁紹。母は劉氏。兄は袁譚（同母兄）・袁煕。従兄弟は高幹。一族は袁買。

## 正史の事跡

### 後継強行と袁譚との決裂
袁尚は生まれつき美貌の持ち主で、武勇に優れていたため、父と母の双方から寵愛されていた。袁紹は袁譚を差し置いて袁尚に後継させようと目論んでいたとされる。しかし袁紹は建安7年（202年）に病没するまで、後継者を明確に指名しなかった。
後継者問題については、袁紹軍幕僚の郭図・辛評が袁譚を後継者に推し、『後漢書』袁紹伝によれば、衆目も年長の袁譚支持だった、としている。しかし同幕僚の逢紀・審配は、郭図・辛評との個人的対立などもあり、袁紹の生前の寵愛を理由に袁尚を後継者として強硬に擁立した。上記袁紹伝によれば、審配らは袁紹の遺言を偽造したとしている。これにより袁尚が後継を宣言すると、母の意を受けて、袁紹の寵妾5人を族滅した。
一方、黎陽にあった袁譚は、袁尚に反発して車騎将軍を自称した。兄弟仲の隙を見越したように曹操が黎陽へ攻め込んでくると、袁尚には袁譚から援軍要請がきた。しかし袁尚がこれを拒否したため、怒った袁譚は袁尚派の逢紀を殺害してしまった。両者の仲はさらに険悪化し、決裂は時間の問題となった。袁尚は、高幹・郭援・呼廚泉に曹操の背後となる関西を攻撃させたが、鍾繇・馬超・龐徳らの反撃を受けて郭援が戦死し、失敗に終わった。
建安8年（203年）春、袁尚と袁譚は曹操の攻撃に耐えかね、黎陽を放棄した。また曹操は鄴まで進撃して陰安を陥すなどするが、袁尚はこれを逆襲して打ち破った。曹操は敗退して陰安を放棄し、許に帰還した。しかし郭図・辛評の助言・後押しを受けた袁譚が、鄴城外門へ先制攻撃を仕掛けて来たため、ついに袁氏兄弟の対立が決定的となった。反撃に転じた袁尚は、同年8月に袁譚を撃破し、平原に追い詰めた。
これにより袁譚は、袁尚との対抗上から、曹操への一時降伏を選んだ。同年10月に曹操軍が北上すると、袁尚は慌てて鄴へ引き返した。しかし呂曠・呂翔は、これに反して陽平に踏み留まり、そのまま曹操・袁譚に寝返ってしまった。

### 敗走の果ての最期
翌建安9年（204年）春、袁尚は袁譚を攻撃したが、曹操がその隙を衝いて、審配の守る鄴を包囲した。同年7月に袁尚は鄴救援に引き返してきたが、散々に撃破されてしまった。さらに曹操への降伏も拒否されたため、中山へ逃走した。袁尚に見捨てられた鄴も翌月に陥落し、審配は処刑された。
袁尚は中山でも袁譚に撃破され、幽州の袁煕を頼って、その管轄地の故安に落ち延びた。しかし、袁煕軍の焦触・張南に裏切られ、袁煕とともに烏桓の大人（単于）楼班を頼って、遼西に逃走した。建安12年（207年）、遼西に進軍してきた曹操を、袁煕・袁尚は烏桓王蹋頓（楼班の族兄）らと柳城で迎撃した（白狼山の戦い）。しかしまたしても敗れ、最後は遼東の公孫康を頼って落ち延びた。
曹操を恐れた公孫康は、袁煕・袁尚を斬って曹操への手土産にしようと企み、2人を偽って歓迎した。これに袁煕が疑いを抱いたが、袁尚は公孫康の軍を奪い取ろうと考えていたため、そのまま公孫康の下に向かった。公孫康は、到着した袁煕・袁尚を取り押さえて斬首し、2人の首級を曹操のもとに送り届けた。袁尚の亡骸が鄴に運ばれると、かつて袁尚が自陣営に招請しようとした田疇によって弔われた（詳しくは田疇の項参照）。

### 人物像
袁尚については、器量の乏しさを窺わせる逸話がある。
まず、『三国志』魏書崔琰伝は以下の話を載せている。袁譚との後継争いの際に、双方が崔琰を招聘したが、崔琰は病気と称していずれにも与さなかった。怒った袁尚は、崔琰を収監してしまった。しかし袁尚軍の陰夔・陳琳が取り成したおかげで、崔琰はなんとか赦免された。さらに、『三国志』魏書袁紹伝付・袁譚袁尚伝注に引く『典略』によれば、公孫康に処刑される直前に袁尚は寒がって筵を求めたが、兄の袁煕から「首級が万里の旅に出るのに、なぜ今さら筵がいるのか」とたしなめられた、としている。
袁尚は基本的に兄の譚に劣っていたとされる。『後漢書』袁紹伝によれば、衆目は年長の袁譚を支持していた。それにもかかわらず、同列伝によると審配らは袁紹の遺命を偽造してまで、袁尚の後継を強行したとされる。しかし幹部級で見る限り、袁尚支持者は冀州出身者の審配・沮鵠（沮授の子）、袁紹側近の逢紀、さらに袁煕・高幹など、家族や幹部のほとんどである。すなわち、郭図・辛評（いずれも潁川出身、つまり河北出身ではない）を中心とする袁譚派に比べてかなり優勢であったことが窺える。

## 物語中の袁尚
小説『三国志演義』でも、美貌で武勇に優れる若武者として登場している。倉亭の戦いでは、史渙を一騎討ちで討ち取る活躍を見せている。その後はほぼ史実通りの展開だが、兄の袁譚との口論、一騎討ちという脚色まで加わり、わがまま振りや無謀振りがさらに強調されている。

## 配下
| - 尹楷 - 郭援 - 韓範 - 牽招 | - 高蕃 - 審栄 - 審配 - 沮鵠 | - 蘇由 - 張顗 - 馬延 - 逢紀 | - 李孚 - 梁岐 - 呂曠 - 呂翔 |